# Трейер, Пауль Иоосепович
Па́уль Иоо́сепович Тре́йер (эст. Paul Treier; род. 18 февраля 1934, Пойо (эст. Poio), Пылвамаа, Эстония) — последний генеральный директор производственного объединения «Таллэкс», лауреат Государственной премии ЭССР, бизнесмен, преподаватель.

## Биография
П. Трейер родился 18 февраля 1934 года в Пойо, Пылвамаа, Эстонская Республика. Родители — арендаторы мельницы Йоозеп Трейер (эст. Joosep Treier; 1901—1962) и Салме Трейер (эст. Salme Treier; 1908—1996). Детство и юность провёл в деревне Росма вблизи Пылва, окончил школу в Пылва. После школы учился в электромеханическом техникуме в Тарту. В 1951 году перешёл в техникум в Выру, который закончил в 1953 году, получив диплом с отличием. В том же году поступил в Таллинский политехнический институт, закончил его в 1958 году по специальности «Технология машиностроения, металлорежущие станки и инструменты». Одновременно с учёбой в 1957 году поступил конструктором на работу на недавно образованный Таллинский экскаваторный завод.
С 1961 года работал на экскаваторном заводе руководителем отдела, с 1965 года по 1977 год — главным технологом предприятия, одновременно учился в аспирантуре Таллинского технического университета. В 1975 году в Ленинградском политехническом институте защитил работу на звание кандидата технических наук по теме «Исследование точности и производительности механической обработки валов в серийном производстве».
В 1970 году вместе с генеральным директором завода Э. А. Инносом, главным инженером Э. Н. Шкневским и рядом других работников предприятия был удостоен Государственной премии ЭССР.
В 1977 году был назначен главным инженером Таллинского ювелирного завода, активно участвовал в кампании по противодействию его перепрофилированию. Завод продолжил свою деятельность как ювелирное предприятие. C 1979 года по 1981 год П. Трейер работал руководителем лаборатории Института электротехники им. Калинина.

### На посту директора «Таллэкса»
В 1981 году сменил Э. А. Инноса на посту генерального директора производственного объединения «Таллэкс», занимал этот пост до 1992 года. В этот период на предприятии происходили важные изменения. В начале 1980-х годов предприятие осваивало производство мощных траншейных экскаваторов на базе трактора Т-130 (серия ЭТЦ-208), строились новые производственные помещения на мыйзакюласком, пайдеском и вильяндиском заводах. Число стран, в которые «Таллэкс» экспортировал продукцию, возросло от 41 в начале 1980-х годов до более чем 50 в начале 1990-х годов. В начале 1980-х годов по инициативе П. Трейера было начато строительство нового административно-инженерного корпуса (эст. Punane maja, «Красное здание»). Здание с современной отделкой было готово и торжественно открыто в мае 1991 года и сразу стало предметом гордости предприятия. В корпусе располагались помещения дирекции, секретариат, отдел внешней торговли, отделы главного инженера и главного конструктора, другие службы и отделы, а также зал и кафе.
При П. Трейере производственным объединением было основано предприятие внешней торговли (1987 год), была предпринята попытка производства малых тракторов для приусадебного хозяйства (в 1990 году изготовлена экспериментальная партия).
В конце 1980-х годов в связи с процессами, происходившими при распаде СССР, стали ослабляться существовавшие экономические связи. Руководство «Таллэкса» во главе с П. Трейером стремилось к большей автономии предприятия, и в декабре 1990 года П. Трейер и В. М. Величко подписали документ о переводе предприятия из ведения Министерства тяжёлого машиностроения СССР в подчинение Министерства экономики ЭССР. Вскоре положение «Таллэкс» стало быстро ухудшаться: предприятие зависело от прежних поставщиков и покупателей из республик Советского Союза. П. Трейер пытался сохранить старые связи, но улучшения не произошло.
В скором времени началась приватизация крупных предприятий Эстонии, предприятия передавались в собственность созданных их работниками акционерных обществ. На «Таллэксе» возникло два общества: одно возглавлялось генеральным П. Трейером, другое — коммерческим директором предприятия А. Сарри (эст. A. Sarri). По результатам конкурса завод был приватизирован акционерным обществом AS Eesti Talleks, состоявшем в оппозиции к П. Трейеру. Новые владельцы предприятия увольняют П. Трейера в 1992 году. Группа П. Трейера оспорила решение о приватизации в суде и выиграла дело, суд объявил приватизацию недействительной. Однако в 1993 году Рийгикогу принимает закон, позволяющий правительству продать имущество «Таллэкса» по своему усмотрению. Правительство республики принимает решение снова приватизировать «Таллэкс» в пользу AS Eesti Talleks.

### После ухода с «Таллэкса»
В 1992 году Трейер основывает акционерное общество Treyer Grupp и становится в его главе, общество занимается организацией питания, обслуживая посольства и другие организации. С 2004 года — руководитель кафедры механики Эстонской морской академии, с 2005 года профессор.

## Общественная деятельность
П. Трейер являлся членом Коммунистической партии Эстонии в 1968—1990 годах, в 1988—1991 годах состоял в рабочей группе программы Isemajandav Eesti. В 1991 году стал одним из организаторов Таллинского клуба директоров. С 2000 года является членом попечительского совета Таллинской реальной школы.

## Публикации
П. Трейер являлся автором и соавтором ряда научно-технических публикаций, а также соавтором книг:
- P. Treier, E. Šknevski, R. Lattik, T. Suuressaar, J. Litovskaja. Tallinna Tööpunalipu ordeniga NSVL 50. aastapäeva nimeline Tootmiskoondis „Talleks“. — Таллин: «Валгус», 1984. — 40 с.

- A. Mägi, T. Tiidemann, P. Treier, E. Tõugu. Ühe masinaehitajate rühma lugu. — Tallinn: TTÜ, 2003. — 317 с. — ISBN 9949101727.

- J. Tomingas, P. Treier. Metallide tehnoloogia ja materjalide sõnavara. — Tallinn: Eesti Mereakadeemia, 2011. — 200 с. — ISBN 9789985808474.

- J. Tomingas, P. Treier. Metallide tehnoloogia ja materjalide sõnavara. — Tallinn: Eesti Mereakadeemia, 2011. — 200 с. — ISBN 9789985808474.

Многократно выступал в прессе и по телевидению на темы из области машиностроения.

## Награды
В 1970 году вместе с генеральным директором завода Э. А. Инносом и рядом других работников предприятия (Э. Н. Шкневским, Х. Хунтом, В. Краузе, Э. Марком, А. Суурпере, Х. Вийроком, Э. Соонвальдом, К. Гайлитом, Н. Каревом, К. Райдма) был удостоен Государственной премии ЭССР за создание, организацию серийного производства и внедрение в народное хозяйство предназначенных для мелиоративных работ цепных траншейных экскаваторов ЭТН-171 и ЭТЦ-202 и предназначенного для нужд связи и энергетики экскаватора ЭТЦ-161 (эст. „Maaparandustööde jaoks kett-tranšee-ekskavaatorite ETN-171 ja ETZ-202 ning side ja energeetika vajadusteks ekskavaatori ETZ-161 loomine, seeriaviisilise tootmise organiseerimise ja rahvamajandusse juurutamine“).

## Семья
П. Трейер состоит во втором браке, у него две дочери и сын.